# Liste der Biografien/Shab
Liste der Biografien |
Portal Biografien |
Personensuche
# |
A |
B |
C |
D |
E |
F |
G |
H |
I |
J |
K |
L |
M |
N |
O |
P |
Q |
R |
S |
T |
U |
V |
W |
X |
Y |
Z |
?
 
Sa |
Sb |
Sc |
Sd |
Se |
Sf |
Sg |
Sh |
Si |
Sj |
Sk |
Sl |
Sm |
Sn |
So |
Sp |
Sq |
Sr |
Ss |
St |
Su |
Sv |
Sw |
Sy |
Sz
 
Sha |
Shc |
She |
Shh |
Shi |
Shk |
Shl |
Shm |
Shn |
Sho |
Shp |
Shr |
Sht |
Shu |
Shv |
Shw |
Shy
 
Shaa |
Shab |
Shac |
Shad |
Shae |
Shaf |
Shag |
Shah |
Shai |
Shaj |
Shak |
Shal |
Sham |
Shan |
Shao |
Shap |
Shaq |
Shar |
Shas |
Shat |
Shau |
Shav |
Shaw |
Shax |
Shay |
Shaz
Die Liste der Biografien führt alle Personen auf, die in der deutschsprachigen Wikipedia einen Artikel haben. Dieses ist eine Teilliste mit 35 Einträgen von Personen, deren Namen mit den Buchstaben „Shab“ beginnt.

## Shab

### Shaba
- Shaba, Azad Sabri (* 1966), irakischer Geistlicher, chaldäisch-katholischer Bischof von Dohuk
- Shabaan, Mohamed Mahmoud (1912–1999), ägyptischer Rundfunksprecher und Medienschaffender
- Shabab, österreichischer Rapper
- Shabalov, Alexander (* 1967), US-amerikanischer Großmeister im Schach
- Shabana, Amr (* 1979), ägyptischer Sportler
- Shabana, Salma (* 1976), ägyptische Squashspielerin
- Shabangu, Absalom (* 1952), eswatinischer Gewichtheber
- Shabangu, Banele (* 2002), südafrikanische Sprinterin
- Shabangu, Paul, eswatinischer Premierminister
- Shabangu, Susan (* 1956), südafrikanische Politikerin
- Shabangu, Victor (1970–2018), eswatinischer Leichtathlet
- Shabanhaxhaj, Dardan (* 2001), österreichischer Fußballspieler
- Shabani, Agim (* 1988), norwegischer Fußballspieler
- Shabani, Egzon (* 1991), nordmazedonischer Fußballspieler
- Shabani, Eniss (* 2003), deutsch-albanischer Fußballspieler
- Shabani, Laorent (* 1999), schwedisch-albanischer Fußballspieler
- Shabani, Meritan (* 1999), deutscher FußballspielerMeritan Shabani (* 1999)

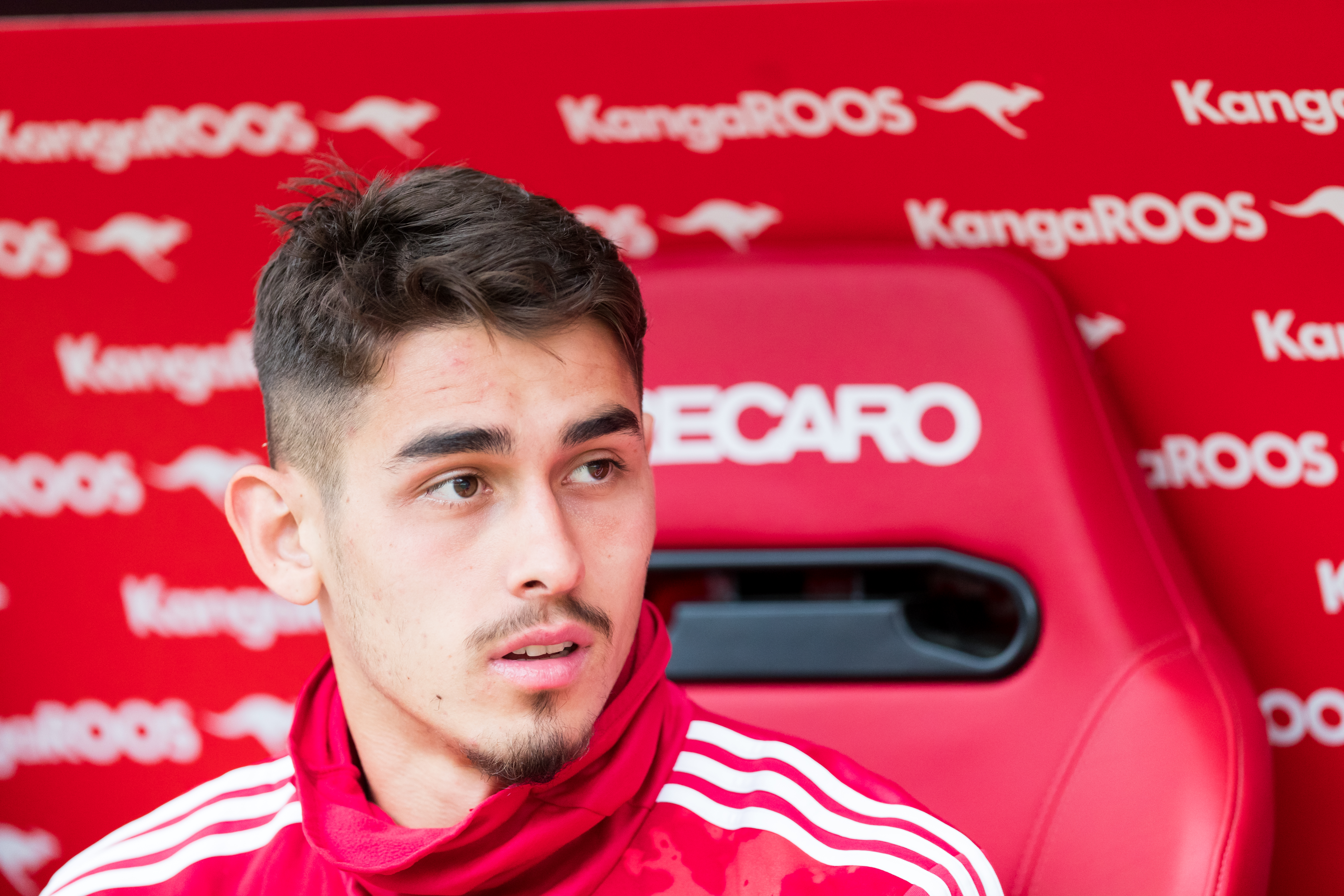
Meritan Shabani (* 1999)

- Shabani, Nasser (1957–2020), iranischer General
- Shabani, Reza (* 1938), iranischer Historiker
- Shabani, Reza (* 2001), iranischer Bogenschütze
- Shabashev, Andrey (* 1984), russischer Jazzmusiker (Piano, Komposition)
- Shabaz, antiker Bildhauer
- Shabaz, Michael (* 1987), US-amerikanischer Tennisspieler
- Shabazz, Betty (1936–1997), US-amerikanische Witwe von Malcolm X
- Shabazz, Ilyasah (* 1962), US-amerikanische Schriftstellerin, Aktivistin, Tochter von Malcolm X
- Shabazz, Malcolm Jr. (1984–2013), Sohn von Qubilah Shabazz
- Shabazz, Menelik (1954–2021), britischer Filmemacher aus Barbados

### Shabb
- Shabba Doo (1955–2020), US-amerikanischer Schauspieler, Tänzer, Choreograph und Filmregisseur
- Shabba Ranks (* 1966), jamaikanischer Dancehall-Deejay

### Shabe
- Shaber, David (1929–1999), US-amerikanischer Drehbuchautor

### Shabk
- Shabkar Tshogdrug Rangdröl (1781–1851), tibetischer buddhistischer Mönch

### Shabl
- Shablo (* 1980), argentinisch-italienischer DJ und Musikproduzent

### Shabo
- Shaboozey (* 1995), US-amerikanischer Musiker, Singer-Songwriter, Filmemacher und MusikproduzentShaboozey (* 1995)

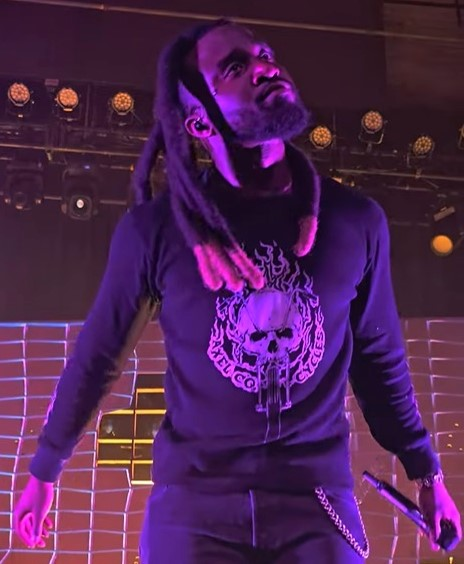
Shaboozey (* 1995)

- Shabout, Nada (* 1962), US-amerikanische Kunsthistorikerin

### Shabp
- Shabpareh, Shahram (* 1948), iranischer Pop-Sänger und Songwriter